# Rio Claro (Rio de Janeiro)
Rio Claro  este un oraș în unitatea federativă Rio de Janeiro (RJ), Brazilia.